# Ernesto Padova
Ernesto Padova (Livorno, 17 febbraio 1845 – Padova, 9 marzo 1896) è stato un matematico e fisico italiano.

## Biografia
Nacque in Livorno il 17 febbraio 1845, dal Cav. Moisè – stimato commerciante di origine ebraica – e da Anna Calò.
Fu iscritto come studente di matematica nel quadriennio 1862–66 presso l'Università di Pisa, dove venne designato a rappresentare la Facoltà di Scienze alla celebrazione in Firenze del VI centenario della nascita di Dante. Vi si laureò il 16 giugno 1866, con pieni voti e lode, sotto la direzione scientifica del matematico Eugenio Beltrami. Nel gennaio 1872, in seguito a concorso per titoli, fu nominato professore straordinario di meccanica razionale. Nel marzo 1881 fu promosso professore ordinario di meccanica razionale e nel febbraio 1882 fu trasferito, in seguito a sua richiesta, all'Università di Padova nella cattedra di Meccanica Superiore, dove rimase fino alla morte.
Fu autore di oltre 50 lavori scientifici riguardanti l'analisi, la meccanica razionale e la fisica matematica. In queste discipline, ebbe come allievi Gregorio Ricci Curbastro e Tullio Levi Civita.
Fu socio dell'Accademia nazionale dei Lincei dal 1891.